# North American Soccer League 1983
La temporada 1983 de la North American Soccer League (NASL) fue la 16.ª edición realizada de la  primera división del fútbol en los Estados Unidos y Canadá. Los Tulsa Roughnecks fueron los campeones después de ganar en la final por 1 a 0 al Toronto Blizzard.

## Equipos participantes
- Chicago Sting
- Fort Lauderdale Strikers
- Golden Bay Earthquakes (Anteriormente como los San Jose Earthquakes)
- Montreal Manic
- New York Cosmos
- San Diego Sockers
- Seattle Sounders
- Tampa Bay Rowdies
- Team America (Nuevo equipo)
- Toronto Blizzard
- Tulsa Roughnecks
- Vancouver Whitecaps

### Equipos retirados
- Edmonton Drillers (Cierre de operaciones)
- Jacksonville Tea Men (Cierre de operaciones)
- Portland Timbers (Cierre de operaciones)

## Tabla de posiciones
Sistema de puntos: 6 puntos por una victoria, 4 por una victoria en penales, ninguno por una derrota, y 1 punto adicional a cualquier encuentro disputado que haya marcado hasta 3 goles en un partido.

### División del este
| Pos. | Equipos          | PJ | G  | P  | GF | GC | Dif. | Pts. |
| ---- | ---------------- | -- | -- | -- | -- | -- | ---- | ---- |
| 1    | New York Cosmos  | 30 | 22 | 8  | 87 | 49 | +38  | 194  |
| 2    | Chicago Sting    | 30 | 15 | 15 | 66 | 73 | -7   | 147  |
| 3    | Toronto Blizzard | 30 | 16 | 14 | 51 | 48 | +3   | 135  |
| 4    | Montreal Manic   | 30 | 12 | 18 | 58 | 71 | -13  | 124  |

     Clasifica a la fase final.

### División del sur
| Pos. | Equipos                  | PJ | G  | P  | GF | GC | Dif. | Pts. |
| ---- | ------------------------ | -- | -- | -- | -- | -- | ---- | ---- |
| 1    | Tulsa Roughnecks         | 30 | 17 | 13 | 56 | 49 | +7   | 145  |
| 2    | Fort Lauderdale Strikers | 30 | 14 | 16 | 60 | 63 | -3   | 136  |
| 3    | Tampa Bay Rowdies        | 30 | 7  | 23 | 48 | 87 | -39  | 83   |
| 4    | Team America             | 30 | 10 | 20 | 33 | 54 | -21  | 79   |

     Clasifica a la fase final.

### División del oeste
| Pos. | Equipos                | PJ | G  | P  | GF | GC | Dif. | Pts. |
| ---- | ---------------------- | -- | -- | -- | -- | -- | ---- | ---- |
| 1    | Vancouver Whitecaps    | 30 | 24 | 6  | 63 | 34 | +29  | 187  |
| 2    | Golden Bay Earthquakes | 30 | 20 | 10 | 71 | 54 | +17  | 169  |
| 3    | Seattle Sounders       | 30 | 12 | 18 | 62 | 61 | +1   | 119  |
| 4    | Tulsa Roughnecks       | 30 | 11 | 19 | 53 | 65 | -12  | 106  |

     Clasifica a la fase final.

## Postemporada
|  | Cuartos de final         | Cuartos de final         | Cuartos de final | Cuartos de final | Cuartos de final |   |                        | Semifinales            | Semifinales | Semifinales | Semifinales | Semifinales |  |                  | Soccer Bowl      | Soccer Bowl | Soccer Bowl | Soccer Bowl | Soccer Bowl |  |
|  |                          |                          |                  |                  |                  |   |                        |                        |             |             |             |             |  |                  |                  |             |             |             |             |  |
|  |                          |                          |                  |                  |                  |   |                        |                        |             |             |             |             |  |                  |                  |             |             |             |             |  |
|  | Tulsa Roughnecks         | Tulsa Roughnecks         | 3                | 4                | -                |   |                        |                        |             |             |             |             |  |                  |                  |             |             |             |             |  |
|  | Tulsa Roughnecks         | Tulsa Roughnecks         | 3                | 4                | -                |   |                        |                        |             |             |             |             |  |                  |                  |             |             |             |             |  |
|  | Fort Lauderdale Strikers | Fort Lauderdale Strikers | 2                | 2                | -                |   |                        |                        |             |             |             |             |  |                  |                  |             |             |             |             |  |
|  | Fort Lauderdale Strikers | Fort Lauderdale Strikers | 2                | 2                | -                |   | Tulsa Roughnecks       | Tulsa Roughnecks       | 1 (9)       | 0           | 3           |             |  |                  |                  |             |             |             |             |  |
|  |                          |                          |                  |                  |                  |   | Tulsa Roughnecks       | Tulsa Roughnecks       | 1 (9)       | 0           | 3           |             |  |                  |                  |             |             |             |             |  |
|  |                          |                          | Montreal Manic   | Montreal Manic   | 1 (8)            | 1 | 0                      |                        |             |             |             |             |  |                  |                  |             |             |             |             |  |
|  | New York Cosmos          | New York Cosmos          | Montreal Manic   | Montreal Manic   | 1 (8)            | 1 | 0                      | 2                      | 0 (2)       | -           |             |             |  |                  |                  |             |             |             |             |  |
|  | New York Cosmos          | New York Cosmos          |                  |                  |                  |   |                        |                        |             | -           |             |             |  |                  |                  |             |             |             |             |  |
|  | Montreal Manic           | Montreal Manic           | 4                | 0 (3)            | -                |   |                        |                        |             |             |             |             |  |                  |                  |             |             |             |             |  |
|  | Montreal Manic           | Montreal Manic           | 4                | 0 (3)            | -                |   |                        |                        |             |             |             |             |  | Tulsa Roughnecks | Tulsa Roughnecks | -           | -           | 2           |             |  |
|  |                          |                          |                  |                  |                  |   |                        |                        |             |             |             |             |  | Tulsa Roughnecks | Tulsa Roughnecks | -           | -           | 2           |             |  |
|  |                          |                          | Toronto Blizzard | Toronto Blizzard | -                | - | 0                      |                        |             |             |             |             |  |                  |                  |             |             |             |             |  |
|  | Golden Bay Earthquakes   | Golden Bay Earthquakes   | Toronto Blizzard | Toronto Blizzard | -                | - | 0                      | 6                      | 0           | 5           |             |             |  |                  |                  |             |             |             |             |  |
|  | Golden Bay Earthquakes   | Golden Bay Earthquakes   |                  |                  |                  |   |                        |                        |             | 5           |             |             |  |                  |                  |             |             |             |             |  |
|  | Chicago Sting            | Chicago Sting            | 1                | 1                | 2                |   |                        |                        |             |             |             |             |  |                  |                  |             |             |             |             |  |
|  | Chicago Sting            | Chicago Sting            | 1                | 1                | 2                |   | Golden Bay Earthquakes | Golden Bay Earthquakes | 0 (3)       | 0           | -           |             |  |                  |                  |             |             |             |             |  |
|  |                          |                          |                  |                  |                  |   | Golden Bay Earthquakes | Golden Bay Earthquakes | 0 (3)       | 0           | -           |             |  |                  |                  |             |             |             |             |  |
|  |                          |                          | Toronto Blizzard | Toronto Blizzard | 0 (5)            | 2 | -                      |                        |             |             |             |             |  |                  |                  |             |             |             |             |  |
|  | Vancouver Whitecaps      | Vancouver Whitecaps      | Toronto Blizzard | Toronto Blizzard | 0 (5)            | 2 | -                      | 1                      | 3           | 0           |             |             |  |                  |                  |             |             |             |             |  |
|  | Vancouver Whitecaps      | Vancouver Whitecaps      |                  |                  |                  |   |                        |                        |             | 0           |             |             |  |                  |                  |             |             |             |             |  |
|  | Toronto Blizzard         | Toronto Blizzard         | 0                | 4                | 1                |   |                        |                        |             |             |             |             |  |                  |                  |             |             |             |             |  |
|  | Toronto Blizzard         | Toronto Blizzard         | 0                | 4                | 1                |   |                        |                        |             |             |             |             |  |                  |                  |             |             |             |             |  |
|  |                          |                          |                  |                  |                  |   |                        |                        |             |             |             |             |  |                  |                  |             |             |             |             |  |

| Bandera de Estados Unidos              |
| Campeón Tulsa Roughnecks Primer título |

## Goleadores
| Jugador          | Equipo                   | Goles | Puntos |
| ---------------- | ------------------------ | ----- | ------ |
| Roberto Cabañas  | New York Cosmos          | 25    | 66     |
| Teófilo Cubillas | Fort Lauderdale Strikers | 15    | 48     |
| Slaviša Žungul   | Golden Bay Earthquakes   | 15    | 47     |

## Premios

### Reconocimientos individuales
- Jugador más valioso

 Roberto Cabañas (New York Cosmos)
- Entrenador del año

 Dragan Popović (Golden Bay Earthquakes)
- Novato del año

 Gregg Thompson (Tampa Bay Rowdies)